# John Eatton Le Conte
John Eatton Le Conte, Jr. také John Eatton LeConte nebo John Eaton Leconte (22. února 1784 u Shrewsbury, New Jersey – 21. listopadu 1860 Filadelfie) byl americký přírodovědec.
Jeho autorská značka je „Leconte“; dříve byla užívána také „Le Conte“ .
Jeho synem byl entomolog John Lawrence LeConte (1825–1883).

## Dílo
- s Jean Baptiste Boisduvalem: Histoire Générale et Iconographie des Lépidoptères et des Chenilles de l’Amérique Septentrionale (Paris 1829–1837)